# 루커피쳐
루커피쳐는 매주 목요일마다 네이버 웹툰에서 연재 중인 웹툰이다.

## 등장인물
- 지수

이 웹툰의 여주인공. 동화삽화가를 꿈꾸고 있다.왕따를 당했어서 현재는 학교를 다니고 있지 않지만,시골에서 할머니와 함께 살고있다.
- 도원

이 웹툰의 남주인공. 현재 학교에 다니고 있으며 지수를 좋아한다.
- 재연

이 작품의 서브남주, 밴드부에 들어가 있다.